# Hyundai Centennial
Hyundai Centennial var det sydkoreanska företaget Hyundai största och lyxigaste modell och introducerades på hemmamarknaden 1999 som Hyundai Equus. Centennial, som modellen fick heta i Sverige, var tänkt från början att det skulle bli ett eget varumärke inom Hyundaikoncernen, liksom Toyotas Lexusmodeller.
I ett pressmeddelande som släpptes vid releasen av Hyundai Centennial i Sverige stod det att modellen var direkt tänkt som en konkurrent till lyxbilsklassens ledare som Mercedes-Benz och BMW.

## Första generationen
År 1999 presenterade Hyundai Motors och Mitsubishi Motors (vars derivat kallades Proudia) deras lyxlimousine. Centennial såldes framgångsrikt i hemlandet Sydkorea där modellen hette Hyundai Equus. Endast ett fåtal exporterades från landet och totalt fyra stycken nådde till Sverige mellan åren 2002-2003 då modellen såldes här.
Motorn till Centennial var en 4,5 liters V8 på 285 hästkrafter och var helt utförd i aluminium. Kraftöverföringen skedde via en femstegad automatlåda och modellen var framhjulsdriven.
År 2003 modifierades modellen lätt och fick en längre utrustningslista.

## Andra generationen
I mars 2009 presenterade Hyundai den andra generationen av Centennial. Den andra generationen blev större än första och bygger numera på Hyundai Genesis.
Instegsmodellen har en 3,8 liters V6 motor och den dyrare varianten har en 4,6 liters V8 motor. Båda motorerna kommer från syskonmodellen Genesis. Bilen driver, som sin föregångare, på framhjulen. Växellådan är däremot en ny 6-stegad automatlåda.